# Dầu lai có củ
Dầu lai có củ hay còn gọi dầu lai lá sen, sen lục bình (danh pháp hai phần: Jatropha podagrica) là một loài thực vật có hoa thuộc chi Dầu mè, họ Đại kích. Nó là một loài đặc hữu của vùng nhiệt đới châu Mỹ, nhưng đã được trồng làm cảnh ở khắp nơi trên thế giới. Hoa của cây có màu đỏ, nở quanh năm. Cả cây chứa chất độc curcin.
J. podagrica có khả năng thu hút mạnh với nhiều loài bướm ở nơi nó được trồng.

## Đặc điểm sinh học
Cây bụi, cao đến 2,5 mét, lá nhẵn, thân phình to ở gần gốc. Lá: Cuống lá dài 10 – 20 cm; lá bản tròn, chia 3-5 thùy hình ovan (trứng) hoặc ô-van ngược, thùy giữa có thể tới 11 cm (với lá to 20 cm), các thùy cạnh thường nhỏ hơn một chút; mặt dưới lá nhạt. Hoa: Hoa dạng chùm dày, rộng lên tới 26 cm, cuống hoa có thể dài đến 20 cm; lá bắc hình tam giác, dài 2 mm, bán cấp đỉnh. Hoa đực: lá đài hình ô-van, cánh hoa hình ô-van ngược, đỉnh tù, màu đỏ tươi; nhị hoa dài 6-8,5 mm, dạng sợi mọc ra từ đáy bông; bao phấn màu da cam. Hoa cái: Lá đài hình ô-van hoặc e-líp, dài 2 mm, đỉnh tù; cánh hoa dài 6–7 mm. Quả: hình e-líp tròn xoay (elipxoit), ba thùy; đường kính 1,5 cm, đỉnh cụt, nứt tách khi chín. Hạt hình elip (elipxoit), nhục phụ nhỏ.